# Коцушка (комуна)
Коцушка (рум. Coțușca) — комуна у повіті Ботошані в Румунії. До складу комуни входять такі села (дані про населення за 2002 рік):
- Аврам-Янку (90 осіб)
- Гірень (740 осіб)
- Коту-Мікулінць (523 особи)
- Коцушка (1728 осіб)
- Красналеука (732 особи)
- Міхаїл-Когелнічану (213 осіб)
- Ніколає-Белческу (29 осіб)
- Нікітень (664 особи)
- Пуцурень (638 осіб)

Комуна розташована на відстані 414 км на північ від Бухареста, 44 км на північ від Ботошань, 121 км на північний захід від Ясс.

## Населення
За даними перепису населення 2002 року у комуні проживали 5357 осіб.
Національний склад населення комуни:
| Національність | Кількість осіб | Відсоток |
| -------------- | -------------- | -------- |
| румуни         | 5354           | 99,9%    |
| угорці         | 2              | < 0,1%   |
| українці       | 1              | < 0,1%   |

Рідною мовою назвали:
| Мова       | Кількість осіб | Відсоток |
| ---------- | -------------- | -------- |
| румунська  | 5354           | 99,9%    |
| угорська   | 2              | < 0,1%   |
| українська | 1              | < 0,1%   |

Склад населення комуни за віросповіданням:
| Релігія       | Кількість осіб | Відсоток |
| ------------- | -------------- | -------- |
| православні   | 5206           | 97,2%    |
| п'ятдесятники | 45             | 0,8%     |
| адвентисти    | 20             | 0,4%     |
| баптисти      | 16             | 0,3%     |
| бретрени      | 2              | < 0,1%   |
| римо-католики | 1              | < 0,1%   |
| реформати     | 1              | < 0,1%   |
| атеїсти       | 1              | < 0,1%   |